# Sylvester Kincheon
Sylvester Theodore Kincheon (* 2. Oktober 1964) ist ein ehemaliger US-amerikanischer Basketballspieler. Der 2,10 Meter große Innenspieler spielte für mehrere Vereine in der Basketball-Bundesliga. Er erzielte insgesamt 3315 Punkte in Deutschlands höchster Spielklasse.

## Laufbahn
Kincheon spielte Basketball an der Travis High School in seiner Heimatstadt Austin (Texas), ehe er seine Laufbahn auf Universitätsniveau fortsetzte. Er schrieb sich zunächst an der University of Mississippi ein und erzielte für die dortige Basketball-Mannschaft in der Saison 1983/84 4,6 Punkte sowie 3,4 Rebounds je Spiel. Weitere Stationen waren das Seminole Junior College sowie die Oklahoma State University. Für „OSU“ kam Kincheon in seiner Abschlusssaison 1987/88 auf Mittelwerte von 8,9 Punkten sowie 4,9 Rebounds.
Er wechselte nach Deutschland und spielte im Spieljahr 1988/89 für den TSV Hagen 1860 in der Basketball-Bundesliga, zur Saison 1990/91 wechselte er zum Stadtrivalen Brandt Hagen. Im Spieljahr 1991/92 spielte er für den MTV 1846 Gießen in der Bundesliga. 1992/93 stand er beim finnischen Verein UU-Korihait unter Vertrag, 1993 folgte mit dem Wechsel zum TTL Bamberg die Rückkehr nach Deutschland. Dank seiner kraftvollen Spielweise wurde Kincheon auch in Bamberg zum Leistungsträger und unterschrieb nach dem Ende der Saison 1993/94 eine Vertragsverlängerung über zwei Jahre.
Nach dem Auslaufen seines Arbeitspapiers in Bamberg im Jahr 1996 zog es Kincheon nach Ungarn zu Debreceni Vadkakasok Debrecen. Zum Abschluss seiner Basketballlaufbahn spielte er in der Saison 1997/98 für die BSG Ludwigsburg in der 2. Basketball-Bundesliga.
Kincheon trat im Anschluss an seine Karriere als Berufsbasketballspieler in die US-Armee ein und absolvierte als Soldat unter anderem einen Auslandseinsatz in Afghanistan.